# Dry Goods

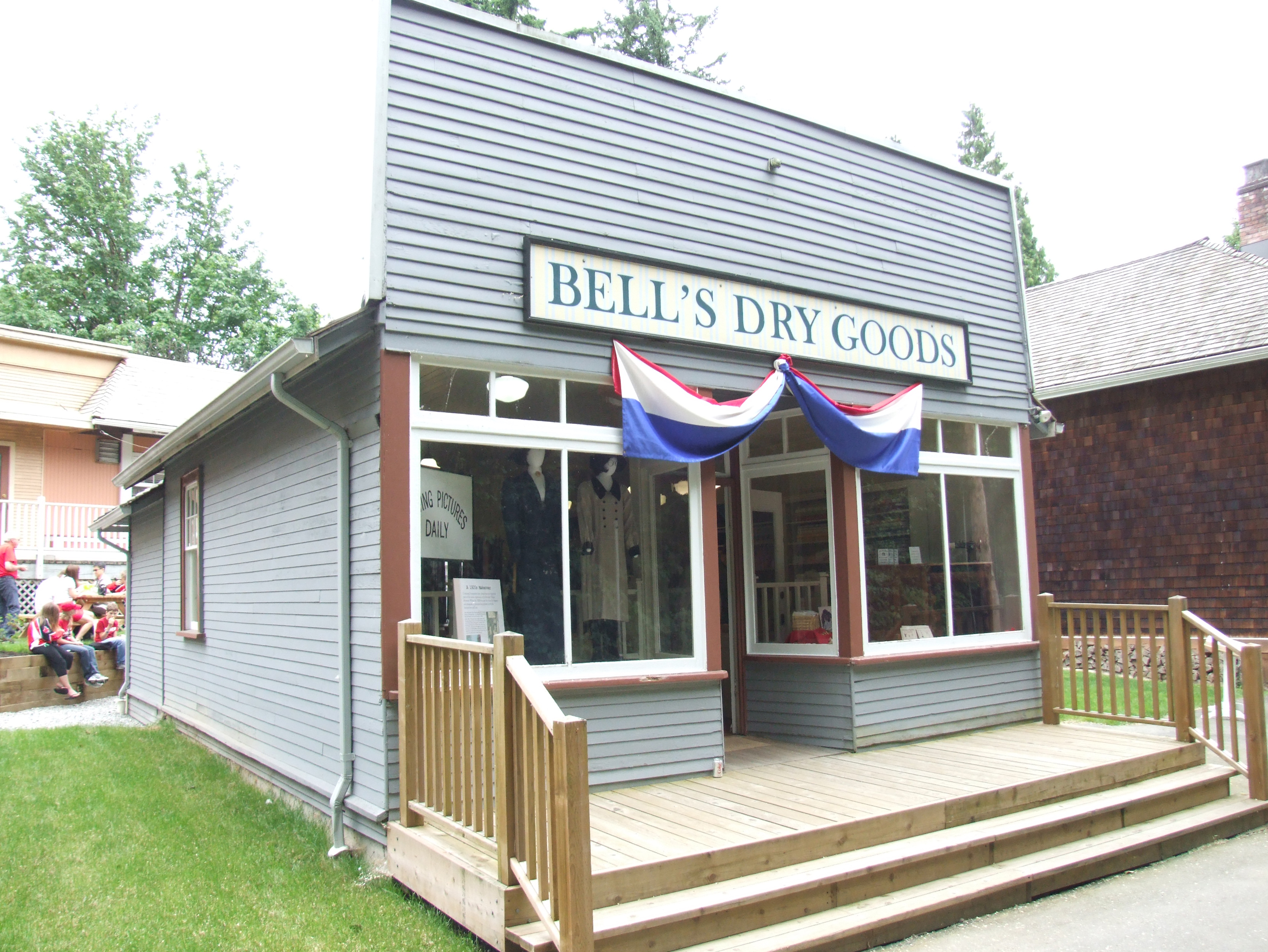
Exterior de una tienda de Dry Goods al Museo Burnaby Village, Columbia Británica, Canadá

Dry Goods (ing. Artículos secos ) es un término histórico que describe el tipo de línea de productos que comercializaba un tipo de almacén, que difería para cada región. El término proviene del comercio textil y las tiendas al parecer se extendieron con el comercio mercantil por los territorios coloniales británicos (y antiguos territorios) como medio para llevar suministros y productos manufacturados a una gran variedad de asientos comerciales y almacenes que se extendían por todo del mundo. A partir de mediados de los años de 1700, estas tiendas comenzaron a vender suministros y productos textiles a comunidades remotas y personalizaron los productos que llevaban según las necesidades de la zona. Ésta continuó siendo la tendencia hasta principios de los años de 1900. Con el aumento de los grandes almacenes y las ventas por catálogo, se inició la disminución de las tiendas de Dry Goods y el término ha quedado en gran medida fuera de uso .

## Uso a la Commonwealth

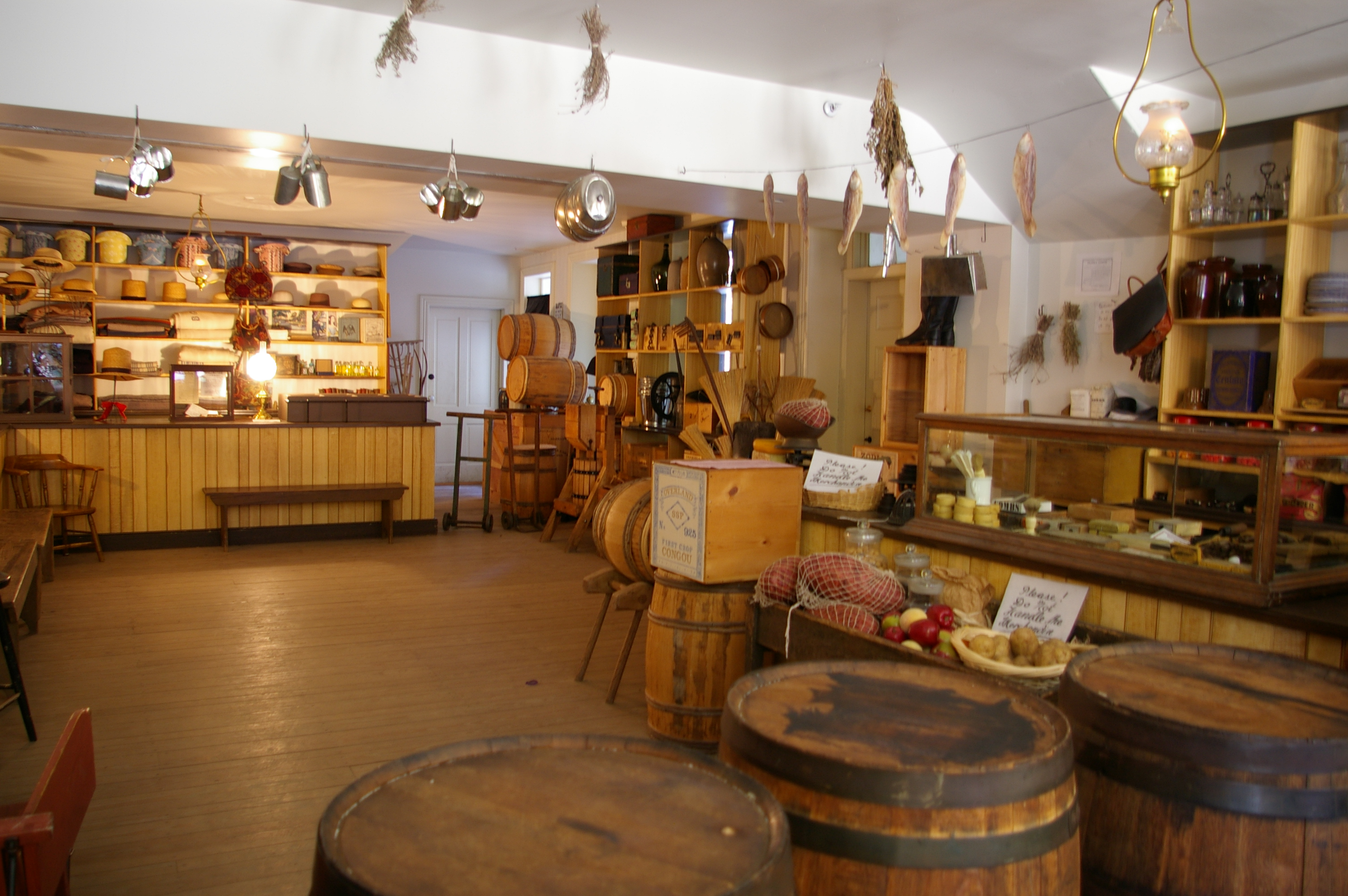
Almacén de Dry Goods, en Harper 's Ferry

En los países de la  Commonwealth, los Dry Goods eran alimentos secos (secados, conservados) que tenían desde una duración de años, hasta una vida útil indefinida. Eran "secos" ya que no se guardaban en ningún conservante anti-hongos; o bien, líquido antibacteriano, que humedeciera su superficie. En referencia a los días anteriores a la refrigeración de principios del siglo XX, estos alimentos podían ser transportados y almacenados sin peligro inmediato de estropearse, y sin el peso y la fragilidad inherentes de los envases impermeables de vidrio o cerámica. Son ejemplos las habas secas, las harinas, los cereales integrales o los copos de avena.

## Uso en EE. UU.

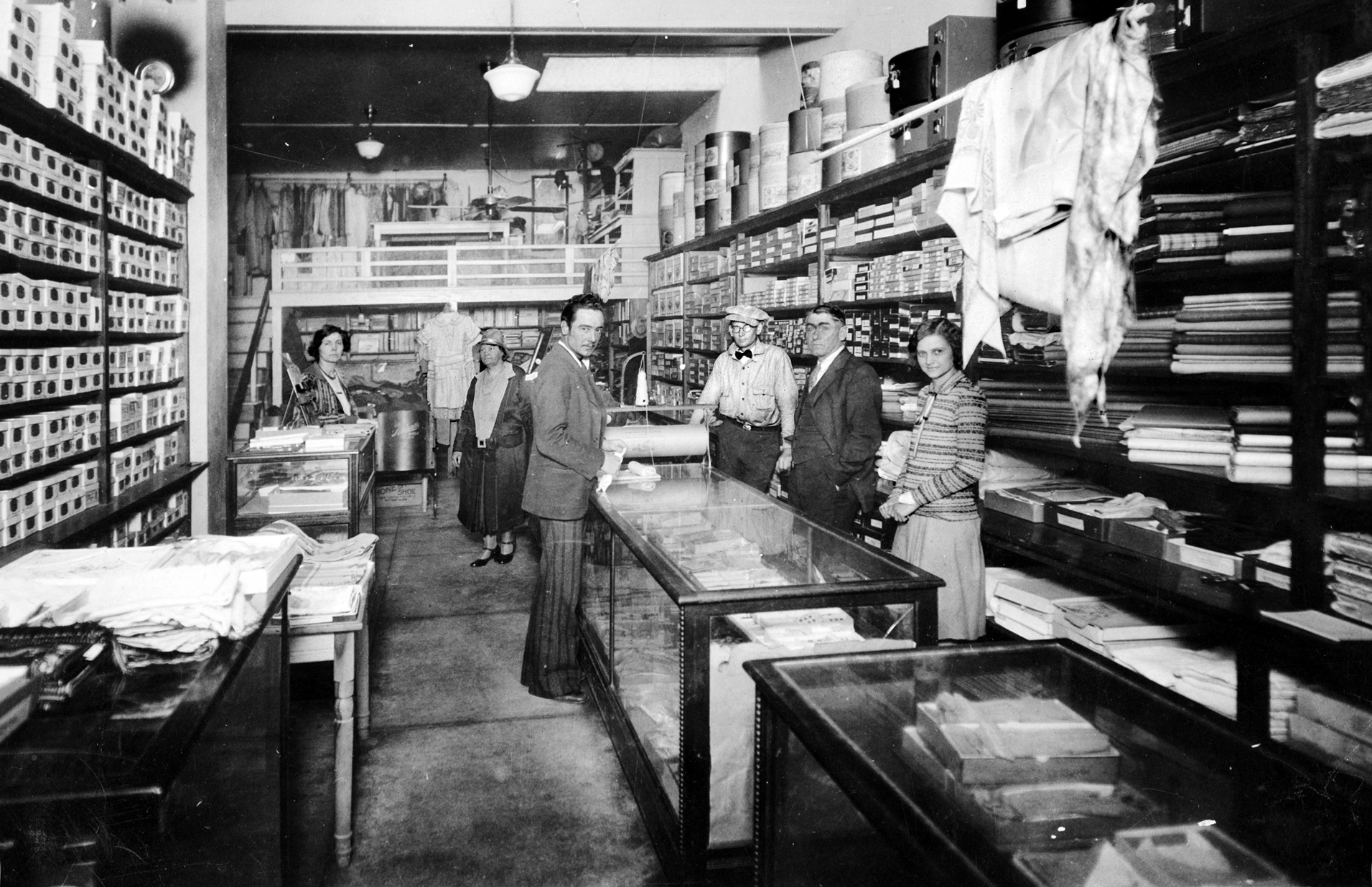
Dry Goods de Cochran en Livingston, TX circa 1946

A los Estados Unidos, los Dry Goods son productos como  textiles, prêt-à-porter y objetos de cuidado personal. En Estados Unidos, una tienda de Dry Goods vendía artículos de consumo que se diferenciaban de los que llevaban las  ferreterías y las  tiendas de comestibles.
El término Dry Goods se empleaba en Inglaterra para definir los textiles en el 1742 o incluso un siglo antes. Los Dry Goods podían ser distribuidos sólo en tiendas especializadas en aquellos productos (una especie de colmado) o bien podían ser distribuidos por una  tienda general o un gran almacén.
A principios del siglo XX, muchas tiendas de Dry Goods se expandieron a otras líneas de mercancías, y el término desapareció en gran medida tanto del uso cotidiano como en los nombres oficiales de las empresas interesadas.

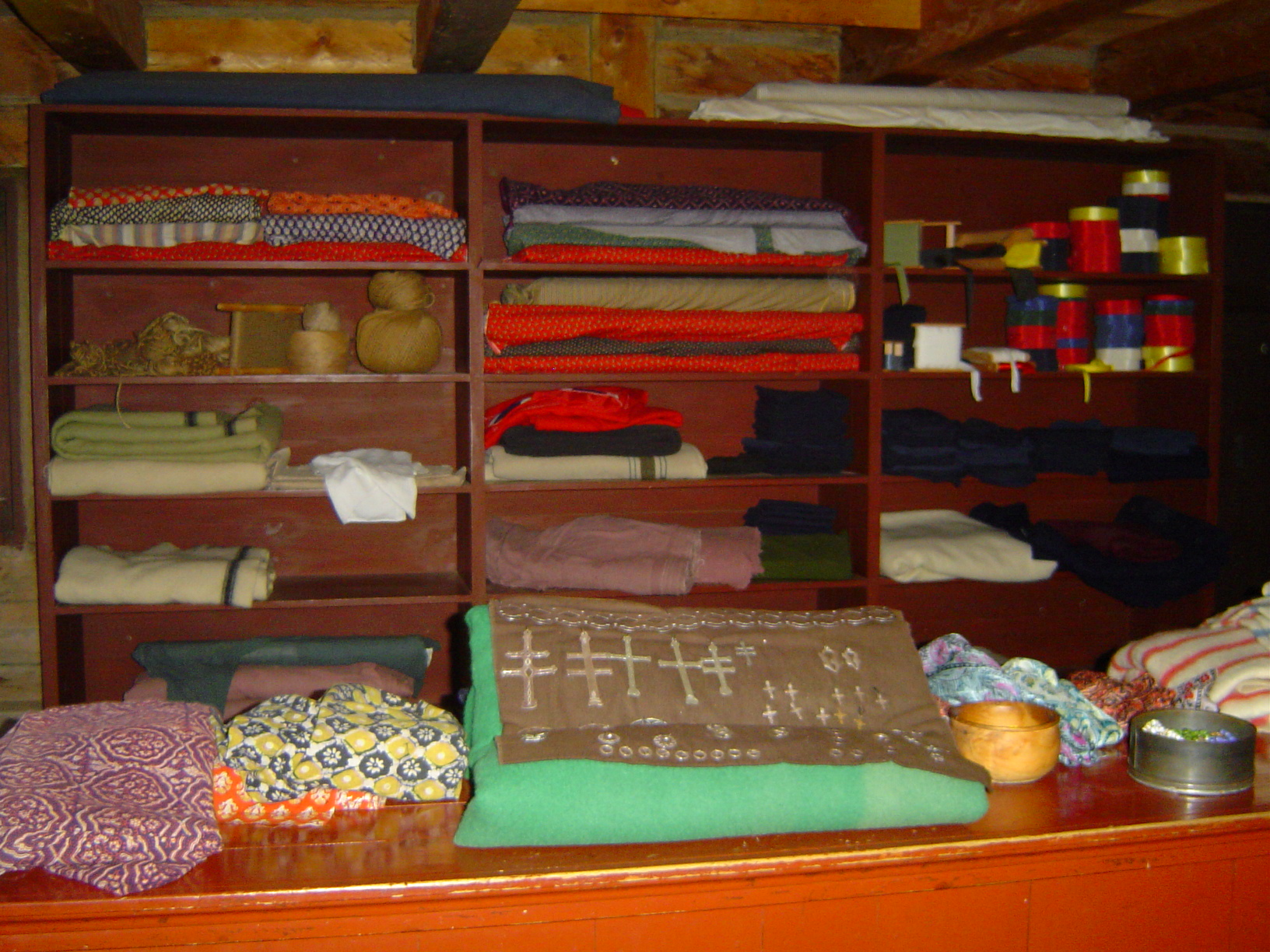
Materiales de una Dry Goods store